# Béjar
Béjar – miasto w Hiszpanii, we wspólnocie autonomicznej Kastylia i León. W 2007 liczyło 15 016 mieszkańców.
W mieście rozwinął się przemysłu włókienniczy oraz spożywczy. Ośrodek turystyczny, m.in. średniowieczne fortyfikacje.